# Nyctemera coaequalis
Nyctemera coaequalis là một loài bướm đêm thuộc phân họ Arctiinae, họ Erebidae.